# Rhoptromyrmex transversinodis
Rhoptromyrmex transversinodis är en myrart som beskrevs av Mayr 1901. Rhoptromyrmex transversinodis ingår i släktet Rhoptromyrmex och familjen myror. Inga underarter finns listade i Catalogue of Life.

## Bildgalleri

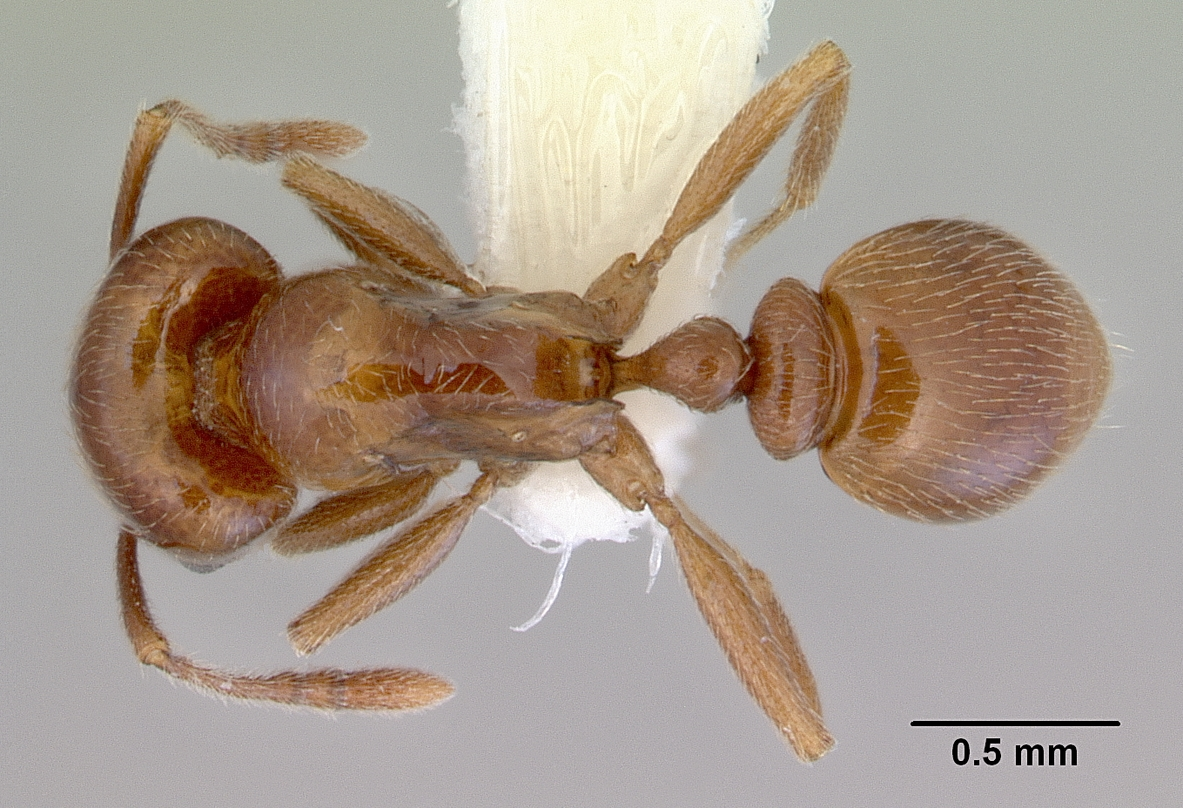
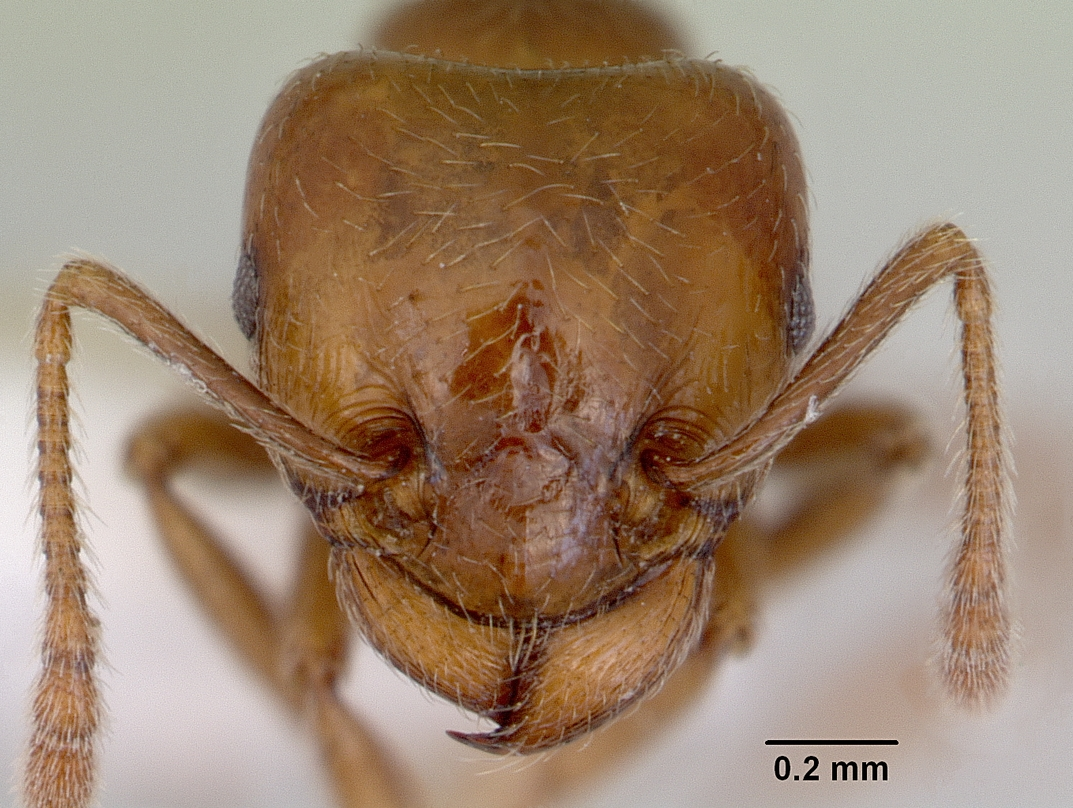
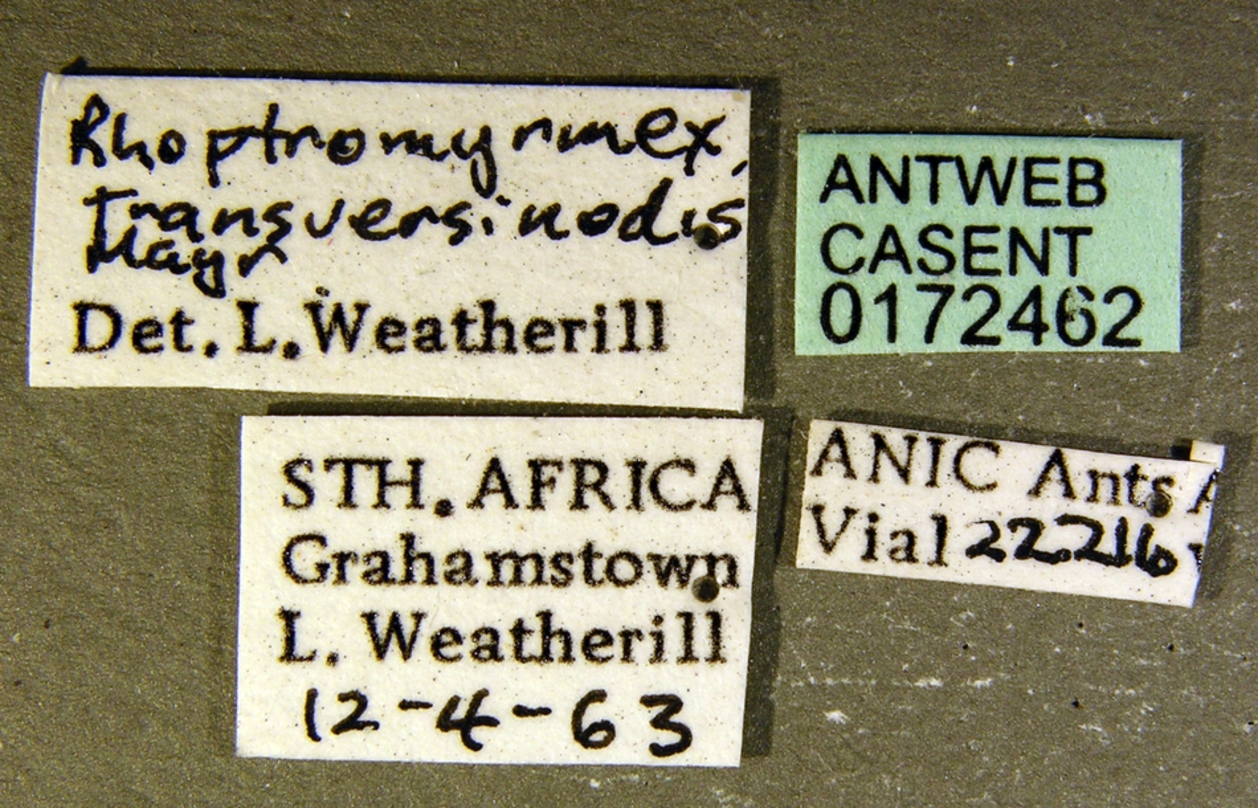
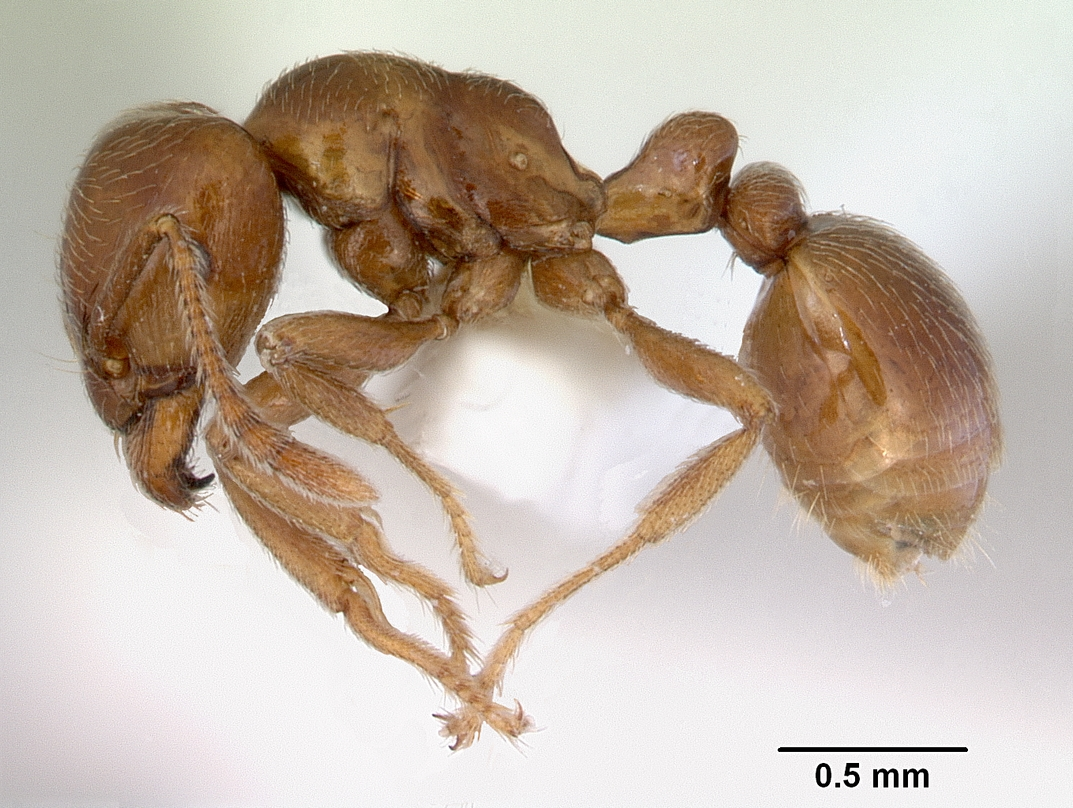